# Keyless Go
Keyless Go beschreibt ein System, um ein Fahrzeug ohne aktive Benutzung eines Autoschlüssels (also „keyless“, zu deutsch „schlüssellos“) zu entriegeln und durch das bloße Betätigen des Startknopfes oder einen Tritt auf die Bremse (bei Elektroautos) zu starten. Ermöglicht wird das durch einen Keyless-Go-Schlüssel mit Chip, den der Fahrzeuglenker mit sich führt. „KEYLESS GO“ ist eine eingetragene Wortmarke der Mercedes-Benz Group AG. Vergleichbare Lösungen gibt es unter verschiedenen Marken von allen Fahrzeugherstellern.

## Funktionsweise

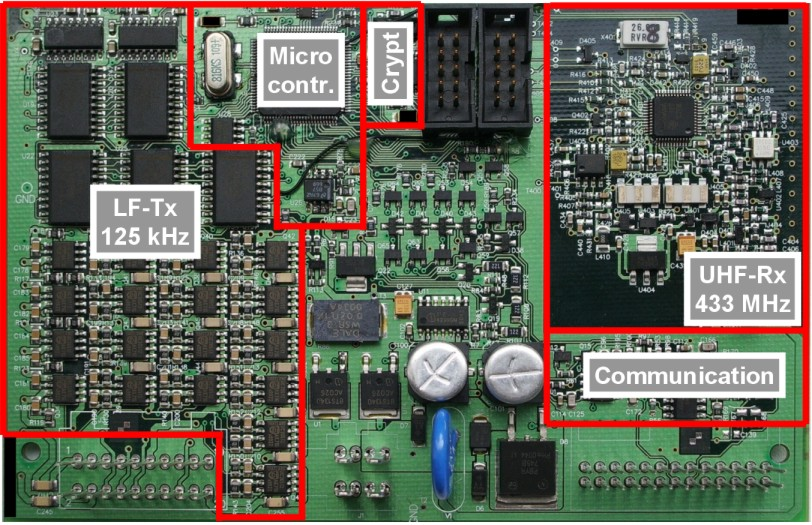
Einzelne Hardware-Blöcke im Keyless-Entry/Go-Steuergerät

Sobald sich eine Hand dem Türgriff eines mit Keyless Go ausgestatteten Fahrzeuges bis auf wenige Zentimeter nähert, wird das System mit Hilfe eines stets aktiven bordseitigen kapazitiven oder optischen Näherungssensors aus dem sogenannten „Sleep-Mode“ geweckt und über mehrere im Fahrzeug verteilte Antennen ein codiertes Anfragesignal mit einer LF-Frequenz von 125 bzw. 130 kHz (Audi: 20 kHz) ausgesendet. Das bordseitige System geht darauf in einen Empfangsmodus im UHF-Bereich (Europa: 433 MHz bzw. 868 MHz, Japan und USA: 315 MHz) und wartet auf Bestätigung. Ist der Schlüssel mit dem RFID-Transponder in Reichweite, empfängt er auf 125 kHz das Signal, decodiert es und sendet es aktiv, gespeist von einer Batterie, mit einer neuen Codierung im UHF-Frequenzband wieder aus. Im Fahrzeug decodiert es wiederum ein Steuergerät. Da das Keyless-Go-Steuergerät beide Codiertabellen kennt, kann es die eigene ursprüngliche Aussendung mit dem gerade empfangenen Signal vergleichen. Gibt es innerhalb einer definierten Zeit keine korrekte Antwort, passiert nichts und das System schaltet wieder auf Standby. Ein Ziehen des Türgriffes hat keine Wirkung, da der Zustand des Türschlosses vom Keyless-Go-System nicht verändert wurde. Stimmen jedoch beide Codes überein, bewirkt das eine Authentisierung, das bordseitige System gibt das Schloss frei, und ein Ziehen des Griffes entriegelt die Tür. Alternativ kann das Fahrzeug auch mit der Fernbedienung geöffnet werden. Zudem gibt es einen mechanischen Notschlüssel, mit dem sich zumindest die Fahrertür öffnen lässt. Ein Fahrzeugschlüssel eines Keyless-Go-Fahrzeugs besteht daher aus dem mechanischen Schlüssel, der batteriegespeisten Fernbedienung und einem RFID-Transponder sowie einer Batterie. Bei aktuellen Fahrzeugen ist der elektronische Schlüssel sowohl als Fernbedienung als auch als Transponder gestaltet, ein mechanischer Notschlüssel dient nur noch als Befestigung am Schlüsselbund.
Der Motorstartvorgang entspricht im Wesentlichen dem des Türentriegelungsvorgangs, nur dass hier der Motorstart-/Stoppknopf betätigt wird. Entscheidend für die Funktion ist, dass das Keyless-Go-Steuergerät den Transponder als im Fahrzeug befindlich erkannt hat. In der Entwicklungsphase ist die Innen-Außen-Abgrenzung eines der schwierigsten Unterfangen. So sollte der Endbenutzer den Schlüssel überall innerhalb des Fahrzeugs ablegen können, wobei der Schlüssel stets innen erkannt werden muss. Außerdem muss dafür Sorge getragen werden, dass der Schlüssel außerhalb des Fahrzeugs überall als außen erkannt wird und sich die Reichweite nicht zu stark erhöht.
Sofern es der Besitzer wünscht, verriegelt sich das Fahrzeug automatisch, sobald sich der Transponder außerhalb einer bestimmten Reichweite befindet. Entsprechend den im Fahrzeug vorgegebenen Bedingungen für Größe, Position, Stromverbrauch von Antennen und Elektronik sowie zulässige Sendeenergie sind die erzielten Reichweiten gering. Dieser Effekt ist aus Sicherheitsgründen ausdrücklich erwünscht; die automatische Verriegelung ist abschaltbar bzw. wird von vielen Herstellern nicht angeboten.
Bei vielen Fahrzeugen (z. B. Mercedes-Benz S-Klasse, Toyota Prius, VW Phaeton) ist zum Verriegeln des Fahrzeuges ein kleiner Knopf oder Sensor zu betätigen, der sich außen am Türgriff befindet. Ein Blinkerleuchten bestätigt, wie bei der üblichen Verriegelung, den manuell ausgelösten Verriegelungsvorgang.

## Sonderfälle
Keyless Go soll in der Lage sein, Sonderfälle zu erkennen und entsprechend darauf zu reagieren. Standardbeispiele sind:
- Transponder befindet sich im Kofferraum
- Mehrere Transponder befinden sich im Fahrzeug
- Transponder geht während der Fahrt verloren
- Transponderbatterie leer (limp home)
- Tür öffnen von außen nach Unfall
- Extrem schnelles Ziehen des Türgriffes (Überlistung der Annäherungserkennung)
- Nachträgliche Neucodierung der Transponder nach Verlust oder Diebstahl
- Benutzer prüft, ob die Türen tatsächlich automatisch verriegelt werden (Sobald ein Fahrzeug wie gewünscht verriegelt wurde, würde ein Überprüfen der Verriegelung durch Ziehen des Türgriffes genau das Gegenteil bewirken: Das Fahrzeug würde augenblicklich automatisch entriegeln. Bei Renault gibt es daher ein Zeitfenster von drei Sekunden nach Verriegelung, um das zu prüfen, ohne dass entriegelt wird. Möchte ein Benutzer die gewünschte automatische Verriegelung durch Beobachtung überprüfen, befindet er sich dabei zwangsweise zu nah am Fahrzeug: Das System würde die automatische Verriegelung nicht aktivieren.)

## Problemfälle
Es ist enorm wichtig, dass das Fahrzeug nicht gestartet werden kann, wenn sich der Keyless-Go-Schlüssel außerhalb des Fahrzeugs befindet. Hier wurde eine maximale Überlappung zwischen detektiertem Innen- und Außenbereich von 10 cm (gemessen an der Seitenscheibe/Frontscheibe) definiert, d. h. oberhalb von 10 cm ist der Schlüssel entweder definitiv innen oder außen, unterhalb von 10 cm („Grauzone“) darf die Positionserkennung des Transponderschlüssel falsch sein. So ist sichergestellt, dass in Alltagssituationen der Fahrer (vorausgesetzt er trägt den Transponder bei sich) z. B. sein Fahrzeug betanken und das im Innenraum sitzende Kind nicht den Motor starten kann. Dies wird allerdings verhindert, wenn der Motor des Autos nur mit getretener Fußbremse (bei Automatikgetriebe) und/oder Kupplung (bei Handschaltgetriebe) angeschaltet werden kann (z. B. VW Golf VI, Audi A4 B8).
Die Reichweite der beim Keyless Go verwendeten LF-Antennen ist begrenzt. Je nach Fahrzeuginnenraum kann es somit vorkommen, dass der Transponder vom Keyless-System als „nicht im Fahrzeug vorhanden“ detektiert wird, obwohl er sich aber tatsächlich dort befindet. Genauso kann er, zum Beispiel bei Cabriolet, als im Fahrzeug befindlich detektiert werden, obwohl er auf dem Dach liegt. Dieses Phänomen des „toten Winkels“ erklärt sich indirekt aus dem vorhergehenden Abschnitt: Ein Keyless-System ist in der Regel optimiert auf sein Verhalten im Grenzbereich an den Seitenscheiben (bzw. Frontscheibe) und natürlich den „Alltagspositionen“ im normalen Fahrbetrieb. Aufgrund wirtschaftlicher Aufwand-/Nutzenabschätzungen wird dabei auf eine perfekte Detektion im „Grenzbereich“ verzichtet. Insbesondere bei außergewöhnlichen Beladungszuständen des Fahrzeugs (Ladung mit hohem Metallvolumenanteil) werden die vom Steuergerät ausgesendeten LF-Frequenzen stark reflektiert und/oder absorbiert, so dass hier eventuell Fehldetektionen vorkommen können.

## Sicherheit
Das Keyless-Go-System ist laut Sicherheitsexperten und dem ADAC vor Funk- bzw. Autodieben mit Funkabhörtechnik immer noch vielfach unsicher, in Tests des ADAC mit 648 Fahrzeugmodellen waren nur 50 vor Mithören der Codes durch Fremde und überwinden der Sperre geschützt. Neuere Fahrzeugmodelle setzen hierzu auf die UWB-Technik, um die Entfernung des Schlüssels zum Fahrzeug sicher detektieren zu können und so Relay-Attacken ins Leere laufen zu lassen.
Schuld daran ist der Funkeinheitscode der Autoschlüssel, der eine einfache Trennung des Öffnungs- vom Schließcode bereits oft schon nicht vornimmt, wobei dies eine wirksame Maßnahme gegen die Autodiebe wäre, zumal nur mit dem abgegriffenen Schließcode das Auto nicht zu stehlen wäre.
Bei speziellen Keyless-Go-Funkschlüsseln kommt hinzu, dass das Signal dauerhaft gesendet wird. Funksignaldiebe können alle aktiven Signale, egal ob vom Auto selbst oder Schlüssel, mit einem eigenen Sender aber beliebig verlängern. Die Signale lassen sich sogar durch Wände hindurch abfangen und bis zu 400 Meter weit übertragen.
Außerdem kann ein geeigneter Störsender bereits das Abschließen des Autos verhindern, was es einem Dieb noch einfacher macht ins Auto zu gelangen. Wobei hier die Lösung noch trivial ist und der Fahrer nur den Schließbefehl des Fahrzeuges quittieren muss – heute in der Regel ein Geräusch durch die Zentralverriegelung oder die Anzeige durch die Blinker.

### Technischer Aufbau
Bedingt durch die begrenzte zulässige Sendeleistung liegt die Reichweite bei 13,56 MHz bei 0,3 m, bei 125 kHz nur bei maximal 2 m und bei 433 MHz bei einigen 10 Metern. Bei aktiver Antwort mit 866 MHz vom Schlüssel sind größere Reichweiten möglich.

### Fahrzeugdiebstahl
Eine naheliegende Idee für Fahrzeugdiebe ist es demzufolge, die Reichweite des Keyless Go für ihre Zwecke mit Hilfe von zwei Relaisstationen auf das erforderliche Maß zu erhöhen. Dieses Szenario nennt sich „Relay-Station-Attack“ RSA.

#### Große Variante der RSA
Ein Angreifer mit der ersten Relaisstation befindet sich in der Nähe des Fahrzeugs und ein zweiter Angreifer mit einer zweiten Relaisstation in unmittelbarer Nähe des rechtmäßigen Transponders. Der Angriff würde also in der Form erfolgen, dass die große räumliche Distanz zwischen dem rechtmäßigen Transponder und dem Fahrzeug mit Hilfe der Relaisstationstechnik elektronisch verkleinert würde. Sowohl dem Keyless-Go-Steuergerät im Fahrzeug als auch dem Transponder würde eine normale Umgebung vorgegaukelt.

#### Kleine Variante der RSA
Wie oben, nur mit dem Unterschied, dass der 433-MHz-UHF-Rückkanal des Transponders nicht über die Relaisstation umgesetzt, sondern vom Fahrzeug direkt empfangen wird. Demzufolge reduziert sich die maximale Reichweite der Attacke auf wenige 10 Meter, während sie bei der großen Variante theoretisch nahezu beliebig groß sein könnte. Der Vorteil (für den Autodieb) ist hier der geringere technische Aufwand.

### Kommunikation
Keyless Go kommuniziert mit weiteren Geräten, um deren Funktionen freizugeben oder zu sperren. Je nach Fahrzeugtyp sind das folgende Systeme (Nicht alle Kombinationen sind sinnvoll, deshalb erfolgt hier nur eine lose Aufzählung):
- ELV: Elektronische Lenkradverriegelung (engl. ESCL Electric Steering Column Lock)
- EZS: Elektronisches Zündschloss (engl. EIS Electronic Ignition Switch)
- Zentralverriegelung, Wegfahrsperre und Alarmanlage
- Motorsteuergerät
- Body Control Unit, Türsteuergerät, Komfortsteuergerät

## Weitere Produktnamen
Für Keyless Go existieren noch weitere Produktnamen. Hier eine Auswahl der im deutschsprachigen Raum bekanntesten:
- Advanced Key (Audi), bis Mai 2008
- CID Customer Identification Device (Lancia)
- Comfort Access bzw. Komfortzugang (BMW)
- Emotion Control Unit ECU (Aston Martin), optional für 22.000 € in einer Jaeger LeCoultre-Uhr
- Intelligent Key (Nissan)
- Keyless Access oder Keyless-Entry-Start-and-Exit-System, kurz KESSY (Volkswagen, Škoda Auto, Seat, Subaru, Hella)
- Keycard Handsfree Entry and Drive / SES Smart Entry System (Renault)
- KeyFree Power (Ford)
- Keyless Drive / Keyless Vehicle (Volvo)
- Keyless Start (Suzuki)
- Keyless System (PSA Peugeot Citroën)
- KIPASS (Kawasaki)
- Komfortschlüssel (Audi), seit Mai 2008
- Komfortzugang bzw. Comfort Access (BMW)
- LogIn (Mazda)
- PASE  Passive Start Entry System (Siemens VDO)
- PEPS  Passive Entry Passive Start / Open & Start (Opel, ContiTemic & Hella)
- PEG   Passive Entry Go (DaimlerChrysler, Hella)
- PE/PG Passive Entry Passive Go und CE/CG Comfort Entry Comfort Go (Bosch)
- Smart Entry & Start (Toyota)
- Smart Key (KIA)
- Smart Key System (Mitsubishi)

Keyless Entry bzw. Keyless Go ist nicht zu verwechseln mit Remote Keyless Entry, was die englischsprachige Bezeichnung für eine Funk-Fernbedienung ist.

## Geschichte

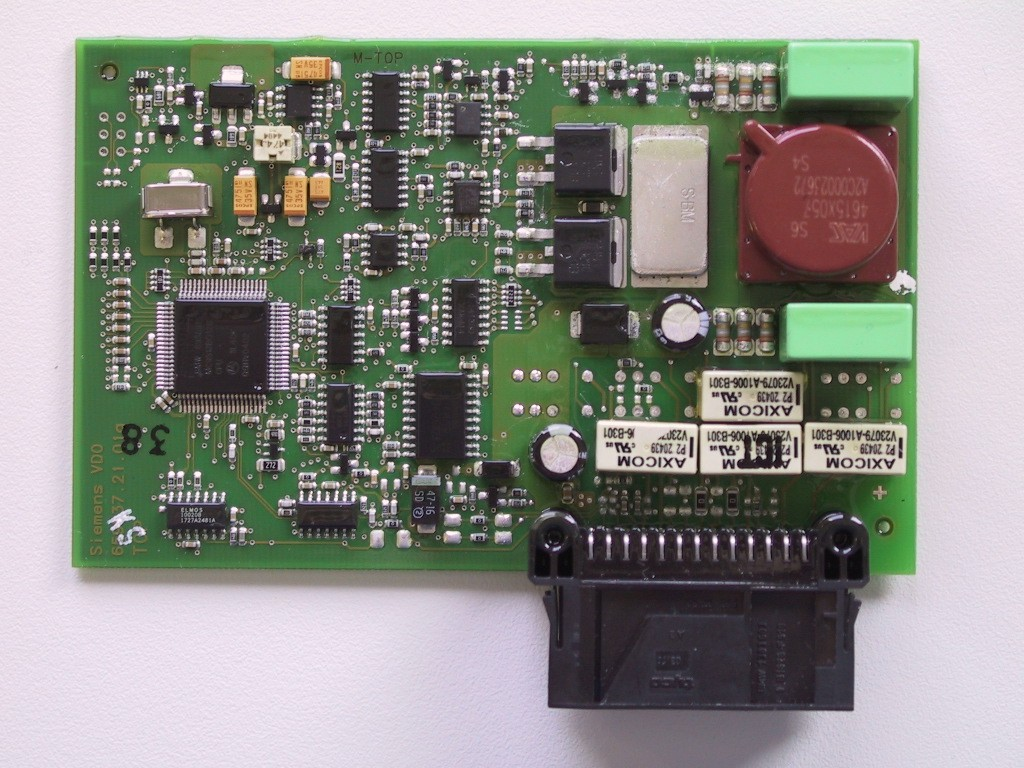
Erstes Keyless-Entry/Go-Steuergerät der Serie 1999 für die Mercedes-Benz S-Klasse

Entwickelt und erstmals im April 1999 in Serie eingeführt wurde Keyless Go durch Mercedes-Benz und Siemens VDO in den Modellen der S-Klasse.

## Ausblick
Die Designziele der verschiedenen Automobilhersteller sind nie einheitlich. Hier eine lose Aufzählung einiger unterschiedlicher Tendenzen in Serien (S)- und Vorentwicklung (V).
- S: Dezentralisierung einiger Baugruppen zur besseren Skalierung, d. h. Baugruppen können sowohl in Keyless-Go-Fahrzeugen als auch in solchen ohne Keyless Go eingesetzt werden. Beispielsweise kann der gleiche dezentrale UHF-Empfänger ohne Modifikation im Basismodell ohne Keyless Go wie auch im Modell mit Keyless-Go-Sonderausstattung eingesetzt werden.
- S: Reduktion der Anzahl der verwendeten Antennen, um bei geringem Komfortverlust auch Kleinwagen mit einem Keyless-Go-System ausstatten zu können.
- V: Einsatz biometrischer Verfahren zur Authentisierung (Sicherheits und Personalisierung).
- V: Kommunikation zwischen Transponder und Keyless-Steuergerät erfolgt über Frequenzen im Mikrowellenbereich. Ähnlich der Physik von Radaranlagen würde eine genaue Abstandsmessung zwischen Transponder und Fahrzeug eine Komfortsteuerung des Systems ergeben, z. B. definierbare Zonen um das Fahrzeug. (Da sich Funk- und Radarwellen per Lichtgeschwindigkeit von etwa 300.000 km/s ausbreiten, müsste eine Auswerteelektronik, welche 1 Meter Laufzeitunterschied erkennen wollte, eine Auflösung von etwa 3,3 Nanosekunden besitzen. Andererseits darf sie sich nicht durch natürlich bedingte Laufzeitverlängerungen, wie z. B. Reflexionen an einem Metallgaragentor, negativ beeinflussen lassen.)
- V: Ersatz der magnetischen Antennen durch kapazitive Flächenstrahler, welche die Wirkung des elektrischen Feldes ausnutzen (Kostenminimierung).